# Nepalesische Banknoten
Die ersten nepalesischen Banknoten wurden 1945 herausgegeben und sind seither in mehreren Serien mit den Porträts von vier verschiedenen Königen erschienen, bis im Jahr 2007 erstmals eine Note ohne Königsporträt in Umlauf gebracht wurde.

## Die ersten Banknoten mit dem Porträt von König Tribhuvan (regierte bis 1955)
Die ersten nepalesischen Banknoten erschienen in den Nennwerten von 5, 10 und 100 Mohurs und zeigen auf der Vorderseite neben der Inschrift als Hauptmotiv ein Porträt von König Tribhuvan mit der traditionellen Krone, die einem Schweif aus Paradiesvogel-Federn besitzt. 1951 kam ein Wert zu einer Rupie hinzu, auf welcher statt des Königsporträts die Abbildung einer Münze zu sehen ist. Diese zeigt das Datum 2008 (= 1951). Damit lässt sich diese Banknote genau datieren, während fast alle anderen in Nepal zirkulierenden Banknoten ohne Datum verausgabt wurden.

## Banknoten mit dem Porträt von König Mahendra (regierte 1955–1972)
Aus dieser Zeit lassen sich zwei Serien unterscheiden. Die eine zeigt den König in ziviler Kleidung mit der nepalesischen Kopfbedeckung für Männer, die „Topi“ genannt wird. Die zweite Serie zeigt den König in Uniform. Während der Zeit von Mahendra wurden die Nominale der Banknoten von Mohur zu Rupie geändert. Werte von 5, 10, 50 100, 500 und 1000 Rupien der zweiten Serie wurden in Umlauf gesetzt.

## Banknoten mit dem Porträt von König Birendra (1972–2001)
Auch aus dieser Zeit lassen sich zwei Serien unterscheiden: Die erste Serie zeigt den König in Uniform, während er auf den Noten der  zweiten Serie mit der traditionellen Krone zu sehen ist. Erstmals wurden Noten zu 2 und zu 20 Rupien eingeführt, die neben den Werten zu 1, 5, 10, 50, 100, 500 und 1000 Rupien zirkulierten. Auch zwei Sonderausgaben zu 25 und 250 Rupien sind erschienen.

## Banknoten mit dem Porträt von König Gyanendra (2001–2008)
Die Gestaltung der Noten aus dieser Zeit folgt weitgehend der der Noten von König Birendra, dessen Porträt durch dasjenige seines jüngeren Bruders und Nachfolgers Gyanendra ersetzt wurde. Die kleinen Werte zu 1 und 2 Rupien wurden nicht mehr gedruckt und sind nur noch als Münzen im Umlauf.

## Banknoten der Republik Nepal
Obgleich Nepal erst 2008 offiziell zur Republik wurde, erschien schon im Herbst 2007 eine 500-Rupien-Note, auf welcher das Porträt von König Gyanendra durch eine Abbildung des Mount Everest ersetzt ist. Im Jahr 2008 folgten die übrigen Werte zu 5, 10, 20, 50, 100 und 1000 Rupien.

## Abbildungen auf den Banknoten
Neben den erwähnten Königsporträts sind auf den Vorderseiten der Noten historische Gebäude (vor allem hinduistische Tempel) und Statuen von Gottheiten zu sehen. Auf den Rückseiten der Noten sind nepalesische Landschaften oder landestypische Tiere abgebildet. Die bekanntesten Tiere, die im Dschungelgebiet von Südnepal noch wild vorkommen, sind das Panzernashorn (Note zu 100 Rupien), der Tiger (500 Rupien) und Elefant (1000 Rupien). 

## Ausgabe-Institution und Druckorte
Die Noten der ersten Serie aus der Tribhuvan-Zeit wurde vom nationalen Schatzamt (Sadar Muluki Khana) herausgegeben und tragen die Unterschrift des Leiters dieses Amtes, der den Titel Kajanchi trug und zugleich königlicher Priester war. Somit sind die frühen Banknoten Nepals möglicherweise die einzigen Banknoten der Welt, die die Unterschrift eines Hindu-Priesters tragen. Zur Zeit von König Mahendra wurde im April 1956 die Nepal Rastra Bank (Nationalbank von Nepal) gegründet. Seit dieser Zeit tragen die Banknoten die Unterschrift des jeweiligen Gouverneurs dieser Institution.
Die frühen Banknoten aus der Tribhuvanzeit wurden von der Indian Security Press in Nashik hergestellt. Für die späteren Banknotenausgaben beauftragte die Regierung von Nepal namhafte ausländische Firmen wie Thomas de la Rue oder Giesecke & Devrient.